# رمال الحرب
رمال الحرب هي رمال تلوثت ببقايا قذائف الحروب. ويوجد هذا النوع من الرمال في نورماندي منذ غزو نورماندي، بالإضافة إلى وجوده في أماكن أخرى. في عام 1988، تم اكتشاف احتواء رمال شاطئ أوماها علي مواد معدنية من صنع الإنسان فضلا ًعن جسيمات زجاجية تبين أنها ناتجة من شظايا؛ حيث تبين وجود بقايا لهذه الشظايا في 4% من رمال إحدى العينات. اكتشف الباحثون أيضًا احتواء الرمال علي جسيمات حديد وزجاج ناتجة من انفجارات الذخائر.